# First Blood Last Cuts
First Blood Last Cuts è la prima raccolta della band heavy metal W.A.S.P.. Essa è stata pubblicata nel 1993 dalla Capitol Records. Le tracce "L.O.V.E. Machine", "I Wanna be Somebody", "Blind in Texas", "Wild Child" e "I don't Need no Doctor" sono proposte in versione remix.

## Tracce
1. Animal (Fuck like a beast) (Lawless)
2. L.O.V.E. Machine (Lawless)
3. I Wanna be Somebody (Lawless)
4. On your Knees (Lawless)
5. Blind in Texas (Lawless)
6. Wild Child (Lawless / Holmes)
7. I don't Need no Doctor (Ashford / Simpson / Armstead) (cover da Ray Charles)
8. The Real Me (Townshend) (The Who Cover)
9. The Headless Children (Lawless)
10. Mean Man (Lawless)
11. Forever Free (Lawless)
12. Chainsaw Charlie (Murders in the New Morgue) (Lawless)
13. The Idol (Lawless)
14. Sunset and Babylon (Lawless)
15. Hold on to my Heart (Lawless)
16. Rock and Roll to Death (Lawless)

## Formazione
- Blackie Lawless – canto, chitarra, basso, tastiera
- Chris Holmes - chitarra
- Johnny Rod - basso
- Steve Riley - batteria
- Tony Richards - batteria
- Bob Kulick – chitarra
- Frankie Banali – batteria
- Stet Howland – batteria
- Lita Ford - chitarra in "Sunset and Babylon"

### Altri musicisti
- Ken Hensley – tastiera